# Linac (Lot)
Linac település Franciaországban, Lot megyében. Lakosainak száma 235 fő (2022. január 1.). Linac Maurs, Bagnac-sur-Célé, Prendeignes, Saint-Cirgues, Saint-Jean-Mirabel és Viazac községekkel határos.

## Népesség
A település népességének változása:
| Lakosok száma | 283  | 242  | 220  | 196  | 226  | 218  | 223  | 233  | 235  | 235  |
|               | 1968 | 1982 | 1990 | 2006 | 2013 | 2015 | 2017 | 2019 | 2020 | 2022 |